# 戦友会
戦友会（せんゆうかい）は、大日本帝国陸軍・大日本帝国海軍の元軍人を中心に組織された民間団体。同じ部隊や戦場で従軍した者を中心に構成され、戦死者の慰霊や会員の親睦などを目的とする。

## 概要
日本では、第二次世界大戦後の1953年から多数の戦友会が設立された。その前年の1952年に佐倉歩兵連隊で終戦を迎えた作家の伊藤桂一が軍隊時代の体験をもとに書いた小説「雲と植物の世界」が芥川賞候補となって『文藝春秋』に載り、「これはわが部隊のことではないか」と伊藤と同じ部隊の元兵士たちが集合したことが、旧日本軍の各部隊で戦友会が生まれる契機となったとされる。総数は不明であるが、最盛期には少なくとも数千に上ったものとみられる。1980年（昭和55年）に雑誌『歴史読本』が行った調査では約1300団体が確認され、1983年（昭和58年）に高橋三郎らが行ったアンケート調査では、有効回答があったものだけで1589団体あった。一説には数万団体に達するという。規模は数人から数千人と様々である。
構成員の資格は、同じ部隊や軍艦に所属していた元軍人という団体が多く、戦友会全体の8割以上が該当する。例として南想会は、独立自動車第45大隊の元隊員による団体である。また、軍学校の同期生を構成員とした同窓会的な戦友会が1割強を占める。このほか、ソロモン諸島の戦い関係者で構成される全国ソロモン会のような戦場となった地域ごとの戦友会、シベリア抑留者が収容所単位で組織した会、出身地単位の戦友会といった例もある。元軍人以外に、元軍属や戦死者物故者遺族、その他の賛同者などにまで加入を認めている例もある。
このような民間団体としての多数の戦友会は、日本独特の団体であると言われる。なお、同じ日本の軍事関係団体であっても、軍恩連盟全国連合会（2009年3月解散）や日本傷痍軍人会、郷友連盟などは戦友会とは区別される。これらは海外の帰還兵団体に近い性格を有するとの評価もある。偕行社や水交会は広い意味では戦友会に含まれる。

## 団体数の推移
時期的には、戦後に設立された太平洋戦争関連の戦友会が多くを占めているが、結成時期が早いものとしては戦前にさかのぼる例もあり、日中戦争初期の従軍者で構成された団体などがある。
高橋三郎らの調査では、終戦前に設立された戦友会が全体の4.9%、終戦直後の1940年代後半に設立された会が16.4%を占め、以後は一時的に新設数が減少した。1960年代に入ると増加ペースが上がり、1960年から1964年にかけて設立されたものが15.0%、新設のピークとなった1965年から1969年の5年間には全体の20.3%にあたる戦友会が誕生した。1970年代からは新設数が再び減少している。
1990年代以降は、会員の高齢化や死亡によって、活動停止や解散を迎える戦友会が増えている。戦友会の全国組織であった全国戦友会連合会も、2002年に解散した。それでも、2005年（平成17年）のアンケート調査（有効回答率18.7%）では、存続しているとの回答が戦友会の3割以上からあった。

## 活動
活動内容としては、戦没者の慰霊と、会員の親睦が中心である。例会の際に靖国神社や護国神社などで慰霊祭を行ったり、慰霊碑の建立や、戦地への慰霊旅行などをする戦友会もある。顕彰の趣旨で部隊史の編纂を行う例もみられる。遺骨収集に関しては、日本政府が関係国への配慮などから民間団体主催の活動を認めない方針であったため、厚生省（2001年以降は厚生労働省）によって行われる遺骨収集事業に戦友会が協力するという形式で行われてきた。
親睦活動の面では、軍人時代の階級にとらわれず、軍服なども着用せずに、対等に交流するという方針の団体が多い。青春時代の多くをともに過ごした仲間と過去を回想し、自己確認する場として機能しているとの分析もある。同窓会や大学のサークル活動OB会に近い性格になる。
会として政治的な活動を行う例は少ない。戦友会の全国組織である全国戦友会連合会は、靖国神社の国立慰霊施設化運動を主たる目的としているが、同連合会に参加している戦友会はあまり多くなく、1978年（昭和53年）のアンケート調査（回収率61.5%）では、回答した945戦友会の30%であった。なお、戦友会類似団体で旧軍人の福祉関係の運動を行う軍恩連盟や日本傷痍軍人会、民間防衛充実を訴える日本郷友連盟などに、個人的に参加している者はある。

## 関連文献
- 上杉公仁 『ザ・海軍』 誠文図書、1982年 - 巻末に海軍関係の戦友会一覧。
- 元軍人軍属短期在職者協力協会 『「戦友会」調査報告書』 元軍人軍属短期在職者協力協会、2001年。
- 「戦友会連絡先名簿」『戦争 4―新聞記者が語りつぐ』 読売新聞社、1977年。
- 「全国戦友会総覧」『丸別冊 日本兵器総集』 潮書房、1979年。